# Creator omnium

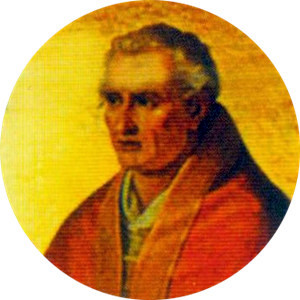
Eugenio IV

Creator omnium era una bolla papale emessa da papa Eugenio IV nel 1434 che scomunicava chiunque riducesse in schiavitù i cristiani delle Isole Canarie.

## Contesto storico
Il cristianesimo aveva guadagnato molti convertiti nelle Isole Canarie all'inizio degli anni trenta del Quattrocento; tuttavia la proprietà delle terre era stata oggetto di controversia tra il Portogallo e il Regno di Castiglia. La mancanza di un controllo efficace aveva portato a periodiche incursioni nelle isole per procurarsi schiavi. Nel Concilio di Coblenza del 922, tuttavia, era già stata condannata la cattura dei cristiani come schiavi da parte di altri cristiani.
Nel 1424 il Principe Enrico del Portogallo inviò una flotta al fine di invadere Gran Canaria. La spedizione, tuttavia, fallì. Nel 1432 cercò di persuadere suo padre, Giovanni I del Portogallo, a finanziare un altro tentativo. Tuttavia, quando suo fratello Duarte ereditò il trono nel 1433, il nuovo re accettò. Nel 1434 fu effettuato pertanto uno sbarco a Gran Canaria, ma fu respinto dai nativi Guanci, e la spedizione poi saccheggiò le missioni castigliane a Lanzarote e Fuerteventura.
A sporgere denuncia fu Fernando Calvetos, vescovo castigliano della diocesi di Rubicón a Lanzarote, sostenuto dall'arcivescovo di Siviglia. Calvetos informò il papa dei saccheggi compiuti dai "pirati" portoghesi. Papa Eugenio IV emanò così il Regimini gregis il 29 settembre 1434, e il Creator Omnium, il 17 dicembre 1434, proibendo qualsiasi ulteriore incursione alle Canarie e ordinò l'immediata manomissione di tutti i cristiani convertiti ridotti in schiavitù durante l'attacco.

## Contenuto della bolla

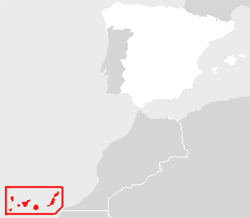
Mappa delle Canarie

Creator Omnium allude alla comune umanità tra convertitori e convertiti. Eugenio scomunicò chiunque riducesse in schiavitù i cristiani appena convertiti, pena la permanenza in piedi fino a quando il prigioniero non fosse stato restituito alla libertà e ai possedimenti. J. Gordon Melton puntualizza che la bolla trascura di fornire una protezione simile a coloro che dovrebbero opporsi alla conversione.
Non è chiaro fino a che punto i predoni abbiano fatto una distinzione tra cristiani e non cristiani. Michael Stogre sostiene che Nicola intendeva il divieto per proteggere anche i non cristiani, in linea con l'opinione di Innocenzo IV secondo cui il gregge di Cristo includeva "pecore pagane" che alla fine sperava di cristianizzare.
I soldati portoghesi continuarono a razziare le isole nel 1435 ed Eugenio emanò un ulteriore editto Sicut Dudum che proibiva le guerre intraprese contro le isole e affermava il divieto di riduzione in schiavitù.